# Dave Kapoor
Dave Kapoor (Bay Area, 17 november 1975) is een Amerikaans professioneel worstelmanager en schrijver die actief in de WWE als hoofdschrijver van Raw. Van 2007 tot 2011 was Kapoor bekend onder de ringnaam Ranjin Singh, waar hij de rol speelde als manager van The Great Khali.

## World Wrestling Entertainment
In december 2007 maakte Kapoor zijn matchdebuut op WWE SmackDown. Ranjin Singh en The Great Khali verloren de tag team match van Finlay en Hornswoggle. Het was ook de enige match tot nu toe.